# سعیدپور، کوتلی
سعیدپور (به انگلیسی: Saidpur) یک منطقهٔ مسکونی در پاکستان است که در کشمیر آزاد واقع شده‌است. سعیدپور ۸۱۳ متر بالاتر از سطح دریا واقع شده‌است.